# Poggio-Mezzana
Poggio-Mezzana (kors. U Poghju è Mezzana) – miejscowość i gmina we Francji, w regionie Korsyka, w departamencie Górna Korsyka.
Według danych na rok 1990 gminę zamieszkiwało 360 osób, a gęstość zaludnienia wynosiła 40 osób/km².